# Оцінки та класифікація російсько-української війни
Оцінки та класифікація російсько-української війни — погляди й оцінки щодо характеру подій, причин та приводів збройної агресії Російської Федерації проти України.
Російсько-українська війна розвивалася за умов систематичного заперечення Російською Федерацією своєї участі у збройному конфлікті, що істотно ускладнює чітке беззаперечне правове визначення характеру збройного конфлікту й обумовлює відсутність чітких оцінок конфлікту від українського суспільства та міжнародної спільноти. Як приклад, конфлікт отримав неоднозначні оцінки навіть серед національно-патріотичних кіл України, у яких війна оцінюється у спектрі від Третіх визвольних змагань, війни за незалежність та вітчизняної війни до прагматичної спроби Росії утримати Україну в орбіті свого впливу.
Офіційні особи Росії наполягають на винятково внутрішньому характері війни та називають конфлікт «громадянською війною».

## Українські оцінки
З точки зору держави Україна війна є збройною агресією Росії проти України. Таке формулювання містить Закон про деокупацію Донбасу, що був ухвалений Верховною Радою 18 січня 2018 року.
- 2 березня 2014 в.о. генпрокурора України Олег Махніцький сказав, що сценарій розвитку подій в Україні Росія готувала заздалегідь, і протягом останніх років в СБУ працювали співробітники російських спецслужб.[3]
- За оцінкою Володимира В'ятровича, під час військового вторгнення в Україну Російська Федерація широко використала «більшовицький» тип ведення війни, коли після світоглядного розколу населення країни на окремих територіях держави створювалася паралельна нелегальна альтернативна влада, яка мала тісний зв'язок з Кремлем. З метою подальшого підтримання життєдіяльності такої проросійської влади та уникнення прямого порушення міжнародного права у галузі ведення війни, Російська Федерація поступово підриває громадську довіру до офіційної влади шляхом активного інформаційного та пропагандистського промивання місцевого населення, поєднуючи його з диверсіями, вчиненими силами незаконних загонів злочинців, найманців і радикально налаштованих людей, організованими та керованими спецслужбами Росії.[4]
- Серед українських військовиків та суспільства існує погляд, згідно з яким війну слід визначати як гібридну.[5][6][7][8]
- На думку генерал-лейтенанта Олександра Чаповського гібридна війна по суті є дрібнодиверсійною, бандитською, тактикою, а не війною:[9]

| Гібридну війну можуть вести розвідбати і диверсійні підрозділи, озброєні сепаратисти, а не регулярна армія. Те, що називають «гібридною війною» у нас — це блеф зі стрілецькою зброєю. Якщо ми захищаємо свою державу, то треба щоб муха не пролізла. Мінні поля, опорні пункти, запасні позиції. Попереду них, в смузі забезпечення, можна гратися в «гібридні війни». Цих мордатих поліцейських зберіть — і нехай там бігають. |
- Як боротьбу за незалежність, третю за останні 100 років, характеризував конфлікт Сергій Немирич у 2015 році.[10] Такі ж оцінки давав Володимир Зеленський у 2022 році після масштабного вторгнення Росії.[11][12][13][14][15]
- У статті за 11 лютого 2017 року Юрій Гудименко запропонував гіпотетичну оцінку конфлікту як «Треті визвольні змагання».[16] Подібну назву вже прямо застосував до конфлікту у публіцистичній статті Віктор Трегубов в серпні 2017 року.[17]
- За оцінкою Дмитра Тимчука у 2017 році, Кремль не мав остаточного плану на Донбасі навесні 2014 року, і його дії — це імпровізація на ходу під керівництвом та рекомендаціями різних відомств — ФСБ, ГРУ, ГШ ЗСРФ. План дій змінювався після чергового провалу — імітація сепаратистських республік та армії Новоросії була змінена формуванням армійських корпусів та їх подальшою інтеграцією до структури Збройних сил РФ.[18][19][20]
- За словами Івана Вінника, секретаря комітету Верховної Ради з питань національної безпеки, Росія веде гібридну, неоголошену війну. Враховуючи можливу міжнародну ізоляцію, оголошення Україною воєнного стану у 2014 призвело б до неможливості взаємодії з Міжнародним валютним фондом, іншими фінансовими структурами, блокаді імпортних операцій, тощо.[21]
- За оцінкою Павла Казаріна, російсько-український конфлікт є світоглядним за своєю суттю, що істотно його відрізняє від інших можливих категорій конфліктів, які могли б базуватися на релігійних чи етнічних протиріччях, чи взагалі на економічній основі при війни за ресурси. Казарін стверджує, що Україні вдалося створити ціннісну ідентичність, наявністю якої, на думку Москви, раніше володіла лише вона. Ціннісна ідентичність є сукупністю ідей та поглядів, а не перевіркою певних наявних у індивіда рис, а тому здатна приймати до своїх лав інших носіїв, незважаючи на їх етнічне походження, мову, тощо. За його словами, Москва розраховувала, що інші республіки колишнього СРСР могли запропонувати лише ідентичність, засновану на етнічному базисі. Проте українська ціннісна ідентичність є інклюзивною — і об'єднує абсолютно різних людей на основі спільної мети боротьби за Україну.[22]
- В українському суспільстві період російської агресії, що почався 2014 року, інколи характеризують як Треті визвольні змагання.[1][17]
- 14 квітня 2022 року Верховна Рада України визнала Російську Федерацію державою-терористом із тоталітарним неонацистським режимом, геноцид українців Росією,[23] заборонила його пропаганду, а також пропаганду акту агресії Росії проти України.[24]

## Питання періодизації російсько-української війни
- Колишній радник російського президента А. Ілларіонов вважає, що датою початку війни слід вважати 20 лютого 2014, оскільки саме ця дата викарбувана на медалі «За повернення Криму», і, відповідно, першою силовою акцією — розстріл демонстрантів на Майдані Незалежності в Києві, який відбувався, за твердженнями автора, за наказами та під керівництвом представників російського ФСБ[25]. Подібну точку зору висловлює журналіст Ю. Колесніков[26].
- З перемогою Майдану, що суперечила геополітичним інтересам Росії, пов'язує початок війни також український історик В. Кравченко. На думку дослідника, Євромайдан «дещо сплутав карти кремлівським стратегам», і тому росіянами «був спішно „вийнятий із шухляди“ План „Б“»[27].
- Український правознавець Володимир Василенко відзначає, що згідно зі ст. 2 Резолюції 3314 (XXIX) Генеральної Асамблеї ООН «Визначення агресії» (14 грудня 1974 року), «Застосування збройної сили державою першою на порушення Статуту ООН є prima facie свідченням акту агресії…» Згідно зі ст. 3 Резолюції для кваліфікації як акту агресії збройного нападу, який першою вчинила одна держава проти другої, юридично не має значення, була війна формально оголошена чи ні. Отож початком російської агресії слід вважати 27 лютого 2014, коли підрозділи спецназу Головного розвідувального управління Генштабу та 45-го окремого повітряно-десантного полку Збройних сил РФ захопили приміщення Верховної Ради та Ради Міністрів АРК, а військові частини кримського угруповання Збройних сил України стали об'єктом провокаційних нападів із дислокованих на півострові російських військових баз.[28]

## Міжнародні оцінки

### Міжнародний кримінальний суд
- Згідно з попереднім звітом Прокуратури Міжнародного кримінального суду від 4 грудня 2017, події на сході України до 30 квітня 2014 досягли такого рівня військових дій, що можуть кваліфікуватися як збройний конфлікт. За звітом, ДНР та ЛНР на той момент досягли такого рівня організації, що дозволяє визнати їх сторонами у неміжнародному конфлікті. Також, участь Збройних сил РФ у боях проти Збройних сил України означає наявність міжнародного конфлікту, що існує щонайменше з 14 липня 2014 року паралельно з неміжнародним. Прокуратура продовжує слідство з метою встановити, чи були збройні угруповання на сході України контрольовані і керовані з Росії, що означатиме зміну суті конфлікту — можна буде говорити про єдиний міжнародний конфлікт.[29]

### Країни та організації
23 березня 2014 генерал Філіп Брідлав, Верховний головнокомандувач об'єднаними збройними силами НАТО в Європі, сказав, що Росія використовує механізм створення зони «замороженого конфлікту» для того, щоб не допустити ту чи іншу країну на сході Європи до зближення із Заходом. Він зокрема зазначив, що внаслідок окупації Криму Росією, альянс уже не сприймає її як партнера:

| Ми були на етапі, коли намагалися зробити з Росії партнера. Але нині очевидно, що Росія поводиться радше як противник, аніж як партнер. |
| — Генерал Філіп Брідлав, Верховний головнокомандувач НАТО в Європі, 23 березня 2014                                                     |

- У 2014 році НАТО характеризувало російсько-український конфлікт як «гібридна війна».[31][32]
- У серпні 2017 року міністр закордонних справ Польщі в інтерв'ю російському виданню наголосив, що не існує такого поняття як «криза в Україні», а існує російсько-український конфлікт, ініційований Росією.[33]
- Резолюція Парламентської асамблеї Ради Європи № 2198 від 23 січня 2018 року у першому пункті містила формулювання, що ПАРЄ «занепокоєна гуманітарною кризою, що є наслідком війни Росії проти України, що триває».[34]

### ЗМІ
Чутки про підготовлення військової операції з'явилися задовго до Олімпіади в Сочі: за інформацією Financial Times працівники російського МЗС стверджували, що варіант використання військової сили проти України розглядано й раніше, але остаточну ухвалу винесено в останні дні.

### Політики і експерти
22 лютого 2018 Пятрас Вайтєкунас, посол Литви в Україні у 2010—2014 роках, колишній міністр закордонних справ Литви, Представник Ради послів країн Євросоюзу, делегований у лютому—березні 2014 року до Криму для спостереження за ситуацією, в інтерв'ю сказав:

| Крим без крові став успіхом і порятунком для України. Ті, хто керував країною у той час, переграли Путіна, не надавши йому можливості розв'язати повномасштабну війну, до якої Україна тоді була зовсім не готова. Оригінальний текст (рос.) Крым без крови стал успехом и спасением для Украины. Те, кто руководил страной в тот период, переиграли Путина, не дав ему возможности развязать полномасштабную войну, к которой Украина тогда была совершенно не готова. |
| — Пятрас Вайтєкунас, литовський дипломат, 22 лютого 2018 |

## Російські оцінки
Офіційні особи Росії наполягають на винятково внутрішньому характері конфлікту та називають конфлікт «громадянською війною».
На початку лютого 2014 року колишній радник Путіна Андрій Ілларіонов заявив, що Путін має кілька варіантів можливого встановлення контролю над Україною (від управління Україною через свою людину до розколу України та від'єднання від неї деяких регіонів) і для цього може використати тонкі засоби впливу, наприклад, через українських політиків. Під час протестних акцій Євромайдану можливість розколу України пов'язували з планами президента Росії В. Путіна, який як альтернативу Януковичу розглядав В. Медведчука або ж А. Клюєва. За словами Ілларіонова, Кремль розглядав 4 сценарії втручання:
1. Повний контроль над Україною через особу, яка користується довірою в Україні (цей варіант став малоймовірним);
2. Федералізація або конфедералізація України, мета якої — контроль над Східною та Південною Україною;
3. Контроль над деякими регіонами України;
4. Контроль над Кримом або Севастополем.

При цьому, за словами Ілларіонова, говорилось про те, що це історичний шанс на «возз'єднання Росії», який може закритися через кілька тижнів, тому відкладати ухвалу питання не можна.
28 лютого 2014 року Андрій Ілларіонов зазначив, що метою російських диверсійних дій є дестабілізація політичної ситуації в Україні та отримання приводу для подальшого розгортання військової агресії на східні та південні регіони України. Він зазначив: «Перше завдання — показати Україну в очах росіян та світу як територію хаосу, беззаконня та відсутності правового порядку, для того, щоб підтвердити заяви МЗС Росії. Для того, щоб показати, що Україна не відбулася як держава».
В кінці лютого — на початку березня 2014 року озвучувалися оцінки, що однією з причин вторгнення Росії до Криму був проект «Південний потік». В одній з найекономніших версій мав би пройти через Крим, в нього могли додатися ресурси газу з родовищ, розташованих навколо Криму.
1 березня 2014 року експерт Московської Гельсінської групи Андрій Юров зазначив, що постанова Ради Федерації, яка дозволяє президенту РФ використовувати війська на території України, приймалася на підставі непідтвердженої інформації про «жертви» серед громадян Росії в Криму.
За словами російського опозиційного політика Бориса Нємцова, захоплення Криму стане прикладом для російських сепаратистів, при падінні ціни на нафту для фінансово сильних регіонів, які цілком можуть прожити без федерального центру, приклад Криму стане надихаючим.
Згідно з опитуванням російських громадян у грудні 2017 року, 66 % вважало, що у Росії є вороги. Серед них 68 % опитаних назвали ворогом США, 29 % — Україну, і 14 % — Євросоюз та Захід.
У березневому зверненні 2018 року Володимир Путін сказав, що Росія під час розпаду Радянського Союзу втратила майже чверть територій та майже половину населення. Подібним висловом Путін ототожнив увесь СРСР з Росією. За оцінкою Павла Казаріна, подібна заява може розцінюватися як відмову кремлівського керівництва від трактування СРСР саме як союзу національних республік, натомість оголосивши кордони СРСР кордонами Росії, перейнявши таким чином риторику Російської імперії часів династії Романових про «єдину та неподільну Росію».

### Інші
- 23 лютого 2014 на мітингу в Москві заступник голови Державної Думи Російської Федерації Жириновський Володимир Вольфович, заявив про необхідність розділення України на три частини та направлення в Україну російських добровольців, які стануть основою армії Республіки Малоросії зі столицею в Харкові.[47][48]
- 6 червня 2014 року О. Засморжук звернула увагу, на те, що Російська Федерація аргументуючи відкриття справи проти українських військових, які беруть участь в АТО, посилається на Кримінальний кодекс РФ, а також на Женевські конвенції (захист цивільного населення під час війни). Частина 1 статті 2 Конвенції говорить, що вона «буде застосовуватися у випадку оголошеної війни або будь-кого іншого збройного конфлікту, що виникає між двома або кількома Договірними Сторонами, навіть у тому випадку, якщо одна з них не визнає стану війни». У Женевській Конвенції також прописано, що її положення вступають в силу у разі початку війни між державами, що її підписали. Цікаво також те, що на псевдодержави — «ЛНР» та «ДНР», дія Конвенції не поширюється.[49]
- Російський філософ та мовознавець Михайло Епштейн визначає, що те, що колись називалось Росією, розкололось в результаті російської агресії на дві частини: Київську Русь, яка відходить на Захід, і Ординську Русь, яка занурюється у глибину допетрівської Московії[50].

## Вторгнення 2022 року
Чимало американських і європейських експертів очікували стрімкого просування російської армії впродовж першого тижня війни, захоплення великих територій і ключових міст на сході, півночі та півдні України, а також прогнозували падіння чи принаймні повне оточення Києва в короткотерміновій перспективі. На думку західних спеціалістів, українська армія мала слабку протиповітряну оборону, а російські війська мали критичну перевагу в засобах електротехнічної боротьби та в усіх видах звичайних озброєнь. За попередніми американськими прогнозами напередодні війни, Києву давали максимум 4 дні, а ЗСУ пророкували втрату 15 000 військовиків, росіянам — 5000. Утім значна перевага російської армії у танках уже за тиждень боїв виявилася суттєво знівельованою ручними засобами протитанкової оборони, які застосовували українські воїни. Окрім того, замість анонсованих надсучасних бойових засобів Росія використовувала здебільшого застарілу техніку радянських часів. Серед танків домінували радянські Т-72, натомість жодного разу не був задіяний новітній танк «Армата». Навіть після 10 днів боїв, коли жодна з цілей російського керівництва не була досягнута, окремі американські коментатори писали про невідворотну російську перемогу. Натомість інші військові експерти наголошували на помилках російського командування, які зумовили провал початкової операції та загальний військовий неуспіх. Сподівання російського командування на швидке просування повітряно-десантних військ до Києва ЗСУ зірвали контратакою зі знищенням злітно-посадкової смуги на Гостомельському аеродромі.
Ключовою проблемою російського вторгнення називають помилкову оцінку російськими спецслужбами настроїв в українському суспільстві. Аналітики британського інституту RISU вважають, що російське командування спиралося на якісні дані соціологічних опитувань, що їх проводило ФСБ в Україні, але хибно інтерпретувало ці дані. Зокрема, низький рівень довіри українців до політичних партій та органів влади російське керівництво сприйняло як свідчення байдужості основної маси населення до заміни українських політичних еліт проросійськими. Окрім того, на думку британських дослідників, аналітики не врахували впливу запуску крилатих і балістичних ракет по великих містах: населення зазвичай украй негативно реагує на такі вибухи, навіть якщо вражаються лише військові об'єкти. Всі ці помилки зумовили недооцінку російським керівництвом готовності українського суспільства до опору.
За твердженням австралійського стратега Пітера Сінгера, Україна спрацювала на випередження в плані пропаганди, передбачаючи фейки та провокації в медіапросторі. Численні героїчні історії про успішне протистояння малих військ великій армії окупантів, як і демонстрація підбитої техніки ворога, змусили більшість українців повірити у швидку перемогу над Росією. Аріель Петрович, науковий співробітник Школи державної політики Мерілендського університету, зазначив, що відмова НАТО вводити війська в Україну була розумним рішенням, адже справила враження на росіян, що їхня держава безсила проти в 30 разів меншої за територією України.
Колишній командувач військ США в Європі генерал-лейтенант Бен Годжес і професор Джуліан Ліндлі-Френч в аналітичній статті від 14 березня 2022 року стверджували, що до кінця березня має відбутися кульмінація війни, адже швидкої перемоги росіянам здобути не вдалося, ресурсів для тривалого наступу вони не мають, а тому війна набуде характеру позиційної війни на виснаження, оскільки українські військовики не матимуть сил для вигнання росіян з країни. Але 22 березня Міноборони США вже спрогнозувало, що ЗСУ можуть відвоювати території, які окупувала Росія.

## Матеріали
- Василенко В. А. Російсько-українська війна 2014 року: причини, перебіг та політико-правові оцінки // Український тиждень. — 2014. — № 42 (362). — С. 28-42. Процитовано 2015-07-16.
- Російсько-український конфлікт: стан, наслідки, перспективи розвитку подій // Центр Разумкова. — «Національна безпека і оборона». — № 5—6, 2014.
- П. П. Гай-Нижник, Агресія Росії проти України: історичні передумови та сучасні виклики // К.: «МП Леся», 2016
- Володимир Горбулін, Какой Феникс родится из пожарища мировой гибридной войны?(рос.) // Дзеркало тижня, 3 листопада 2017
- Сергій Ільченко (18 січня 2018). Показания Дещицы. Почему в России сожалеют, что Украина не воевала за Крым в 2014 г. www.dsnews.ua. Ділова столиця. Процитовано 31 січня 2018.
- Лоссовський І. Є., Зовнішньополітична стратегія Путіна як нова доктрина обмеженого суверенітету. // uaforeignaffairs.com, 04.06.2015
- Смолій В., Ясь О. Сучасна російсько-українська війна у світлі постколоніалізму //  Вісник НАН України. — 2022. — № 6. — С. 3–16.
- Ясь О. На зламах історичного часу, або Темпоральні образи сучасної російсько-української війни: лекція. — Київ: НАН України. Ін-т історії України, 2023. — 68 с. https://www.academia.edu/105877419
- Ясь О. Війна у проєкціях і конструкціях історичного часу // Вісник НАН України. — 2023. — № 4. — С. 62–71. https://www.academia.edu/101217153
- Ясь О.  Сучасна російсько-українська війна у світлі історичного й соціогуманітарного знання. Довідкові та методичні матеріали для термінологічного словника. — Київ: НАН України. Ін-т історії України, 2024. — 60 с. https://www.academia.edu/126047800
- Ясь О. Темпоральності війни. Сучасна російсько-українська війна на перехрестях історичного часу / За ред. В. Смолія. Текст. дані. — К.: НАН України. Ін-т історії України, 2024. — 178 с. Об’єм даних 1,63 Мb  https://www.academia.edu/126920071